# Замок Пенаш-Ройяш
Замок Пенаш-Ройяш (порт. Castelo de Penas Roias) — средневековый замок во фрегезии Пенаш-Рояш поселка Могадору округа Браганса Португалии. Замок был построен тамплиерами и был частью оборонительной линии крепостей вдоль границы с Кастилией. Сегодня является частью туристической зоны.

## История
О начале заселения данного региона человеком мало что известно. Археологические раскопки позволили обнаружить останки древнего городища, однако во время римского вторжения на Пиренейский полуостров оно было уже заброшено.
Во время Реконкисты на полуострове область была захвачена королевством Леон. С утверждением королевства Португалия, чтобы обеспечить безопасность его столицы, Коимбры, Афонсу Энрикеш (1112—1185) обратился к ордену тамплиеров, передав им земли к югу и востоку от реки Мондегу при условии, что рыцари возведут там цепь замков и будут защищать границу.
Окрестности Пенаш-Рояш были приобретены в 1145 году герцогом Браганса Фернанду Мендешем и переданы тамплиерам. Эти данные совпадают с археологическими свидетельствами освоения этого региона португальцами.
Традиционно датой основания замка Пенаш-Ройяш считается 1166 год — об этом гласит надпись на донжоне замка. Однако надпись плохо сохранилась, и некоторые исследователи видят в символах на ней дату 1172 или даже 1181 год.
Во время правления Саншу I (1185—1211) была предпринята попытка увеличить население деревни Пенаш-Рояш, с этой целью она была объявлена центром округа. Позже, во времена правления короля Афонсу III (1248—1279), деревня получила фуэрос в 1272 году.
После ликвидации ордена тамплиеров Диниш I (1279—1325) передал домен Пенаш-Рояш Ордену Христа (1319).
20 марта 1945 года замок и крепостная стена, окружавшая деревню, были объявлены национальным памятником.
В 1977 году при вспашке поля были обнаружены останки утраченной крепостной стены. Это привело к началу программы реконструкции и восстановления стен и замка под эгидой Генерального директората по вопросам национальных зданий и памятников (DGEMN). Старый замок тамплиеров, от которого сохранилась лишь одна башня, ныне закрыт для публики из-за аварийного состояния, а руины средневековых стен и башен открыты для посещения.

## Архитектура
Замок построен в романском стиле, его стены были укреплены четырьмя башнями — двумя гранеными и двумя цилиндрическими. Он имеет квадратную планировку и сложен из местного сланца. Внутри башни разделены на три этажа. Деревня была когда-то окружена крепостной стеной.